# CrystalTalk
CrystalTalk™ 是摩托羅拉的專利話音技術，能使語音通話更清晰，它能自動調節通話中的音量，令雙方能更舒適地通話。這項技術包括揚聲器對噪音調適的提升以及話筒對環境噪音的削弱，通過動態調整呼叫者聲音與環境噪音的比値，使收聽者在噪音環境下收聽更加清晰。
令使用者能在任何環境下均能使用話機得到最佳如「水晶」般的通話質素。

## 部分支援 CrystalTalk 技術的手機
SLVR L72、RAZR V8、RAZR V9、W181、W213、W230、W231、W270、W510、ROKR E8、ROKR U9

## 支援 CrystalTalk II 技術的手機
ROKR EM35、VE66、Tundra VA76r

## 部分支援 CrystalTalk PLUS 技術的手機
- CLIQ / DEXT

- DROID / MILESTONE

- MILESTONE XT701

- XT711

- MOTOROI / MILESTONE XT720

- DROID X

- DROID 2 / MILESTONE 2

- FLIPOUT

- DEFY

- ATRIX 4G / ATRIX

## 2021 年起，部分支援 CrystalTalk AI 技術的手機
- motorola moto g⁸² 5G

- motorola moto g¹⁰⁰

- motorola edge 20 pro

- motorola edge 30

- motorola edge 30 pro

## 部分支援 CrystalTalk 或 CrystalTalk II 技術的藍牙耳機
PURE H12、PURE H15、H17、清 HX1

## 外部連結
- 摩托羅拉官方網站* （页面存档备份，存于）
- 全新官方CrystalTalk體驗網站（页面存档备份，存于）
- MOTONOW- A Closer Look at CrystalTalk（页面存档备份，存于）